# Dactylospora caledonica
Dactylospora caledonica är en lavart som beskrevs av Hafellner 1979. Dactylospora caledonica ingår i släktet Dactylospora och familjen Dactylosporaceae.   Inga underarter finns listade i Catalogue of Life.